# رفيعة غباش
رفيعة عبيد غباش (مواليد 13 نوفمبر 1956)، طبيبة نفسية وعالمة أوبئة، تشغل منصب رئيسة الشبكة العربية للمرأة في العلوم والتكنولوجيا، وهي رئيسة سابقة لجامعة الخليج العربي، وهي معروفة بأنها نموذج يحتذى به في تمكين المرأة.

## حياتها
حصلت غباش على بكالوريوس الطب في جامعة القاهرة ثم درجة الدكتوراه في المجتمع والطب النفسي الوبائي في جامعة لندن عام 1992. عملت أستاذاً مساعداً للطب النفسي في كلية الطب بجامعة الإمارات العربية المتحدة التي افتتحت حديثاً في العين وهي طبيبة نفسية ممارسه.
كانت رئيسة جامعة الخليج العربي في البحرين خلال الفترة 2000-2009. وهي رئيسة الشبكة العربية للمرأة في العلوم والتكنولوجيا، وهي منظمة تهدف إلى مساعدة العالمات على الوصول إلى مناصب قيادية وجذب المزيد من النساء إلى العلوم.
تهتم الدكتورة رفيعة اهتماماً كبيراً بتعليم المرأة العربية، وحصلت على جائزة الإنجاز التعليمي للمرأة في الشرق الأوسط عام 2002. وفي عام 2012، افتتحت متحف المرأة في دبي لعرض وتكريم إنجازات المرأة في دولة الإمارات العربية المتحدة في مختلف المجالات.
ترشحت غباش لتصبح عضواً في مجلس المستقبل العالمي وأصبح عضواً في المجلس في عام 2006.
في عام 2012، أسست متحف المرأة، بيت البنات في منزل طفولتها في دبي.
عملت الدكتورة غباش عضواً في لجنة تحكيم جائزة المرأة العربية لعام 2017.

## جوائز
- جائزة حمدان للأفراد العاملين في مجال الطب والصحة 2003-2004.[10]
- إنجازات المرأة في الشرق الأوسط - جائزة التعليم - مقدمة من مؤسسة داتاماتيكس - 2002.[11]
- جائزة خلف أحمد الحبتور للإنجاز مدى الحياة - 2014.
- جائزة المرأة العربية الملهمة لعام 2015.[12]

## مؤلفات
- حضر بعد رحيله: سيرة ذاتية عن أخيها الراحل الدكتور حسين غباش - نشر بواسطة كلمات الكويت.[13]

- امرأة سبقت عصرها: كتاب عن الشاعرة الراحلة عوشة بنت حسين لوتاه.[13]

- موسوعة المرأة الإماراتية: تأليف مشترك مع مريم سلطان لوتاه عام 2018 - صادر عن متحف المرأة.[14]